# Alejo García
Alejo García, noto anche come Aleixo Garcia (... – Paraguay, 1525), è stato un esploratore e conquistadores di origine portoghese che esplorò il Río de la Plata, il Paraguay e la Bolivia per conto dell'impero spagnolo.

## Biografia
Fece parte della fallimentare spedizione di Juan Díaz de Solís, alla ricerca di un passaggio tra oceano Atlantico e Pacifico. Dopo aver raggiunto le foci dei fiumi Uruguay e Paraná, fu chiaro che il Río de la Plata non era uno stretto. A questo punto de Solís venne ucciso (secondo quanto disse la sua ciurma) da indiani cannibali (identificati con i Charrúa o i Guaraní) ed i suoi tenenti optarono per il ritorno in Spagna.
Al ritorno alcune delle sue navi naufragarono al largo di Santa Catarina nell'odierno Brasile. Tra i sopravvissuti vi fu Alejo García, un avventuriero portoghese che aveva già avuto contatti con i Guaraní.
Raggiunse l'isola, vivendo tra i Guaraní. Mentre si trovava qui sentì la storia di un "Re Bianco" che viveva ad ovest, governando città di incomparabile ricchezza e splendore.
Dopo otto anni García aveva raccolto abbastanza uomini e rifornimenti per tentare un viaggio verso la terra del "Re Bianco". Marciando ad ovest la sua compagnia scoprì una grande cascata. Il merito della scoperta delle cascate dell'Iguazú viene solitamente attribuito al governatore Álvar Núñez Cabeza de Vaca, e lo storico Efraim Cardoza afferma che García attraversò il Paraná presso le piccole cascate denominate Monday.
Nel 1524 e 1525 il piccolo gruppo reclutò un esercito di circa 2000 soldati Guaraní del posto dalla vicina Asunción, quale rinforzo per invadere le terre vicine. Entrarono nel Chaco, una regione semi deserta. García fu il primo europeo ad attraversare il Chaco riuscendo anche a penetrare nelle difese esterne dell'impero Inca sulle colline delle Ande, nell'odierna Bolivia. La sua impresa anticipò di otto anni quella di Francisco Pizarro.
I saccheggi di Garcia fruttarono un'incredibile quantità di argento. Quando l'esercito di Huayna Cápac arrivò a contrastarlo, García scappò con il bottino, per poi venire assassinato dagli alleati indiani nei pressi di San Pedro sulle rive del fiume Paraguay.
Gli indiani risparmiarono la vita al figlio, che fu il primo meticcio paraguayano. Le notizie dell'incursione in territorio inca distrassero Sebastiano Caboto dalla sua spedizione verso le Indie orientali spagnole (che avrebbe portato alla circumnavigazione del globo prima di Ferdinando Magellano) obbligandolo ad imprigionare o abbandonare i propri tenenti restando nella regione del Río de la Plata per molti anni.